# Hawaii Toast Song
Der Hawaii Toast Song ist ein Lied des deutschen Musikers Alexander Marcus aus dem Jahr 2009. Das Stück ist die zweite Singleauskopplung aus seinem zweiten Studioalbum Mega. Im Jahr 2024 erlangte es erneut als Golden Toast Song Bekanntheit, als es zu Werbezwecken der Marke Golden Toast verwendet wurde.

## Entstehung und Artwork
Das Lied wurde vom Interpreten selbst, zusammen mit dem Berliner Koautoren und Geschäftspartner Marcus’ Jarko Nikolitsch, geschrieben. Marcus zeichnete zudem auch für die Produktion verantwortlich.
Auf dem Frontcover der Originalsingle ist – neben Liedtitel und Interpretenangabe – Alexander Marcus zu sehen. Es zeigt ihn brustaufwärts, vor einem schwarzen Hintergrund, während ihn eine Art goldenes Licht umrahmt. Er trägt eine pinke Kapitänsjacke, ein hellblaues Polohemd und hat den Blick mit einem Lächeln zur Kamera gerichtet. Ein alternatives Coverbild einer Remix-Single zeigt ein Toast Hawaii.

## Veröffentlichung und Promotion
Die Erstveröffentlichung vom Hawaii Toast Song erfolgte als Single am 16. Oktober 2009. Diese erschien als digitale 3-Track-Single zum Download bei Kontor Records. Sie beinhaltet die Albumversion des Liedes, die Singleversion und den sogenannten „Kuts & Mouse Remix“. Am Tag der Singleveröffentlichung erschien das Lied auch als Teil von Marcus’ zweitem Studioalbum Mega (Katalognummer: 0201012KON), dessen zweite Singleauskopplung es ist. Der Vertrieb erfolgte durch Edel, verlegt wurde das Lied durch Sony Music Publishing.
Im Jahr 2013 erschien eine Liveversion des Hawaii Toast Songs auf dem Videoalbum Live in Berlin (Katalognummer: JF 1302). Eine weitere Liveversion in Audioform erschien am 3. Oktober 2014 auf dem Livealbum Kristall (Katalognummer: Kontor 1064491KON). Darüber hinaus war es Teil der Kompilation 10 Jahre Electrolore – Das ultimative Album (Katalognummer: Kontor 1067300KON), die am 28. April 2017 erschien sowie dem Remixalbum Magic Galactic Megamix vom 2. Februar 2018 (Katalognummer: Kontor 4250117692995). Zum 10-jährigen Jubiläum des Liedes und Albums Mega erschien ein Remix des Kölner DJs Brandon. Dieser erschien am 27. Dezember 2019 als Single-Einzeltrack zum Download und Streaming sowie als Teil der 10-jährigen Jubiläumsedition von Mega (Katalognummer: Kontor 7754804).

## Golden Toast Songund Zusammenarbeit mit Lieken
Im Frühjahr 2024 startete Alexander Marcus eine Kooperation mit der Marke Lieken, für deren Produkt Golden Toast. Hierfür textete er seinen Hawaii Toast Song um, woraus der Golden Toast Song hervorging. Dieser untermalte fortan einen Werbespot der Marke, in dem Marcus selbst auch auftrat. Die Werbekampagne startete schließlich am 3. Juni 2024. Golden Toast richtete im gleichen Monat einen „Golden-Toast-Song-Generator“ auf ihrer Internetpräsenz ein, in dem Anwender ihren persönlichen „Golden Toast Song“ mit den eigenen „Lieblingszutaten“ generieren konnten.
Alexander Marcus selbst äußerte sich wie folgt zur Zusammenarbeit: „Mit dieser Neuinterpretation meines Songs möchte ich die Freude am Toast zelebrieren und zeigen, dass wahre Klassiker zeitlos gut sind.“

## Inhalt
Der Liedtext zum Hawaii Toast Song ist in deutscher Sprache verfasst. Die Musik wurde von Alexander Marcus alleine komponiert; für den Text bekam er Unterstützung durch Jarko Nikolitsch. Musikalisch bewegt sich das Lied im Bereich der elektronischen Musik, stilistisch im Bereich des Electronic. Das Tempo beträgt 126 Schläge pro Minute. Die Tonart ist e-Moll.
Inhaltlich besingt Marcus im Hawaii Toast Song seine Liebe zum warmen Brotgericht Toast Hawaii. In den Strophen besingt er die Zubereitung sowie das Garnieren und Servieren. Im Refrain nimmt er Bezug darauf, dass dieses Gericht allen schmecke („Toast Hawaii schmeckt allen gut […] Der schmeckt wirklich Klein und Groß“) und die wichtigste Zutat das Weißbrot sei („Wichtig ist das Weißbrot, ist doch klar!“).
Aufgebaut ist das Lied aus zwei Strophen, einem Refrain und einem Outro. Es beginnt mit der ersten Strophe, die als Siebenzeiler verfasst wurde. An diese schließt sich zum ersten Mal der Refrain an, der sich aus zehn Zeilen zusammensetzt. Der gleiche Vorgang wiederholt sich mit der zweiten Strophe. Danach endet das Lied mit dem Outro, das lediglich viermal die Aussage „Ich mag ihn so“ wiederholt.
| „Na-na-na-na-na-na. Das ist der Hawaii-Toast; Toast Hawaii schmeckt allen gut, was ist mit dir? Na-na-na-na-na-na. Der schmeckt wirklich Klein und Groß. Wichtig ist das Weißbrot, ist doch klar! Na-na-na-na-na-na. Das ist der Hawaii-Toast; Toast Hawaii schmeckt allen gut, was ist mit dir? Na-na-na-na-na-na. Spendet in der Not Trost, das ist der Hawaii-Toast. Den mag ich so.“ – Refrain, Hawaii Toast Song | „Na-na-na-na-na-na. Das is’ der Golden Toast; Golden Toast schmeckt allen gut, was is’ mit dir? Na-na-na-na-na-na. Der schmeckt wirklich Klein und Groß. Und das zu jeder Tageszeit, is’ doch klar! Na-na-na-na-na-na. Das is’ der Golden Toast; Golden Toast schmeckt allen gut, was is’ mit dir? Na-na-na-na-na-na. Spendet jeden Tag Trost, das kann nur ein Golden Toast. Den mag ich so.“ – Refrain, Golden Toast |

## Musikvideos

### Hawaii Toast Song
Das Musikvideo des Hawaii Toast Songs feierte seine Premiere am 15. Oktober 2009 auf der Videoplattform YouTube. Dieses beginnt mit einem Dialog zwischen Alexander Marcus und seiner Mutter, in dem es unter anderem darum geht, dass er noch sein Zimmer aufräumen müsse, er beim Essen nicht immer so schlingen solle, seinem Onkel für den netten Ausflug danken soll, sich anständig kleiden und die Haare schneiden lassen soll. Ihm wird dies zu viel, worauf er erstmal einen Toast Hawaii essen müsse. Danach sieht man ihn bei der Zubereitung des Gerichts, wobei er Wartepausen mit Tanzeinlagen überbrückt. Er trägt ein Mikrofon und erweckt den Eindruck ein Fernsehkoch zu sein. Nach dem ersten Gang, der aus einer Portion besteht, schiebt er sich ein ganzes weiteres Blech in den Ofen. Gegen Ende des Videos erleidet Marcus auf dem Boden sitzend einen Fressanfall. Es endet damit, dass er auf dem Boden liegt, den Anschein macht eine Erektion zu haben, und mit den Worten: „Tut mir leid. Tut mir leid, Mutter.“ Die Gesamtlänge des Videos beträgt 3:39 Minuten. Bis Juni 2024 zählte das Video über 16 Millionen Aufrufe bei YouTube.

### Golden Toast Song
Das Musikvideo zum Golden Toast Song feierte seine Premiere am 2. Juni 2024 auf YouTube. Es zeigt Alexander Marcus, der Menschen in verschiedenen Situationen begleitet, in denen sie Toastbrot essen, unter anderem bei einem Familienfrühstück, auf einer Party oder bei einem Gamer. Die Gesamtlänge des Videos beträgt 1:59 Minuten.

## Mitwirkende
| Liedproduktion - Felix Rennefeld (Alexander Marcus): Gesang, Komposition, Liedtext, Musikproduktion - Jarko Nikolitsch: Liedtext | Unternehmen - Edel: Vertrieb - Kontor Records: Musiklabel - Sony Music Publishing: Musikverlag |

## Rezeption
Bärbel Unckrich von der Fachzeitschrift für Marketing, Medien und Werbung Horizont betitelte den Hawaii Toast Song als „Kult“ und „Ohrwurm“.
Kai Wehmeier von Plattentests.de bewertete das Album Mega mit zwei von möglichen zehn Punkten. Er ist der Meinung, dass Marcus’ Kreativblockade nach seinem „unverhofften“ Erfolg mit Electrolore auch beim Hawaii Toast Song offensichtlich sei. Das Lied drehe sich „tätsächlich“ um geröstetes Weißbrot mit Ananas, einfallsloser würde es kaum gehen.